# Acronychia dimorphocalyx
Acronychia dimorphocalyx är en vinruteväxtart som beskrevs av Thomas Gordon Hartley. Acronychia dimorphocalyx ingår i släktet Acronychia och familjen vinruteväxter. Inga underarter finns listade i Catalogue of Life.